# デニーズ (日本)
デニーズ（英語: Denny's）は、セブン&アイ・ホールディングス傘下のセブン&アイ・フードシステムズが日本国内で運営するファミリーレストランチェーンである。名称は、かつての提携先であるアメリカ合衆国の大手レストランチェーン、デニーズに由来している。現在は同社との契約関係は解消されており、ブランド名だけを譲り受けた日本独自のチェーンとなっている（詳細は#沿革、#年表欄参照）。
なお、2007年8月31日までは同じくセブン&アイグループの株式会社デニーズジャパン（英語: Denny's Japan Co., Ltd.）が運営していた。

## 沿革
1973年、イトーヨーカ堂がアメリカ合衆国のレストラン大手デニーズ社と技術援助契約を結び、株式会社デニーズジャパンを設立した。初代社長にはイトーヨーカ堂創業者の伊藤雅俊が就任。
1974年、デニーズジャパンは初の店舗を神奈川県横浜市のイトーヨーカドー上大岡店1階にオープンさせた（下記参照）。アメリカのデニーズ社から料理全般のレシピ、調理器具類をそのまま日本に持ち込み、クラブハウスサンドイッチ、オムレツ、チリ、フレンチトーストなどの洋風メニューや、ステーキ、ハンバーガーなどの本格的なアメリカンメニューも手軽に利用できる店をつくり上げた。その後は競合他社と同様、郊外型ロードサイド店舗を中心に出店を続け、1980年代のファミリーレストラン黄金期には年間20店舗前後の新店舗をオープンさせた。
創業から1980年代中頃にかけては、デニーズジャパン店舗のメニューはアメリカのデニーズと似たものであった。これはデニーズ社との契約上、独自のアレンジを加えることが難しくなっていたためである。1984年、デニーズ社から商標権を買い取ったことにより、デニーズジャパンは日本国内においてデニーズの商標を自由に使えることとなった（このためロゴマークも当時のデザインのままであり、アメリカでの現行のデニーズロゴとは異なる）。以後、同社の店舗では独自開発したメニューが中心となり、アメリカと共通するメニューは殆ど残されていない。特に1994年のファミール吸収以降は麺類、丼物、和風膳などの和食部門が充実し、日本人向けにアレンジした洋風料理と共にメニューの中核を形成している。
バブル景気崩壊後の1994年、イトーヨーカ堂の完全子会社である株式会社ファミールから郊外型のレストラン店舗を譲受し、デニーズ店舗への改装を施した。イトーヨーカ堂グループにおいて、ロードサイド型レストランの運営はデニーズジャパンに集約され、ファミールはイトーヨーカドー店舗内のレストランや社員食堂などのコントラクトフード事業に特化した。
2005年9月1日、デニーズジャパンはイトーヨーカ堂、セブン-イレブン・ジャパンと共同で、株式移転により持株会社株式会社セブン&アイ・ホールディングスを設立し、その完全子会社となった。
2007年1月10日、セブン&アイ・ホールディングスが株式会社セブン&アイ・フードシステムズを設立し、同年3月1日には
- デニーズジャパン
- ファミール
- ヨーク物産株式会社（イトーヨーカドー店内でファストフード店「ポッポ」を運営）

の3社が、新会社の完全子会社となった。
2007年9月1日、セブン&アイ・フードシステムズがデニーズジャパンを吸収合併した。これにより、デニーズはセブン&アイ・フードシステムズの店舗ブランドの一つとなった。
なお、セブン&アイグループの3年間の中期経営計画により、2008年度以降3年間で不採算の130店舗程度（全店舗の約2割）を閉鎖することが明らかになった。一部の閉鎖店跡にはセブン-イレブンへの転換も検討するとしていたが、実際にはかなり少数に留まり、代わってユナイテッド&コレクティブやブロンコビリーなど新興勢がレストランを居抜き出店する形態が見られている。
2018年12月には高級志向の「デニーズダイナー八雲プレステージ」を目黒区に、2019年4月には「グランダイナー幡ヶ谷プレステージ」を渋谷区に出店したが、いずれも既に閉業している。

## 特徴

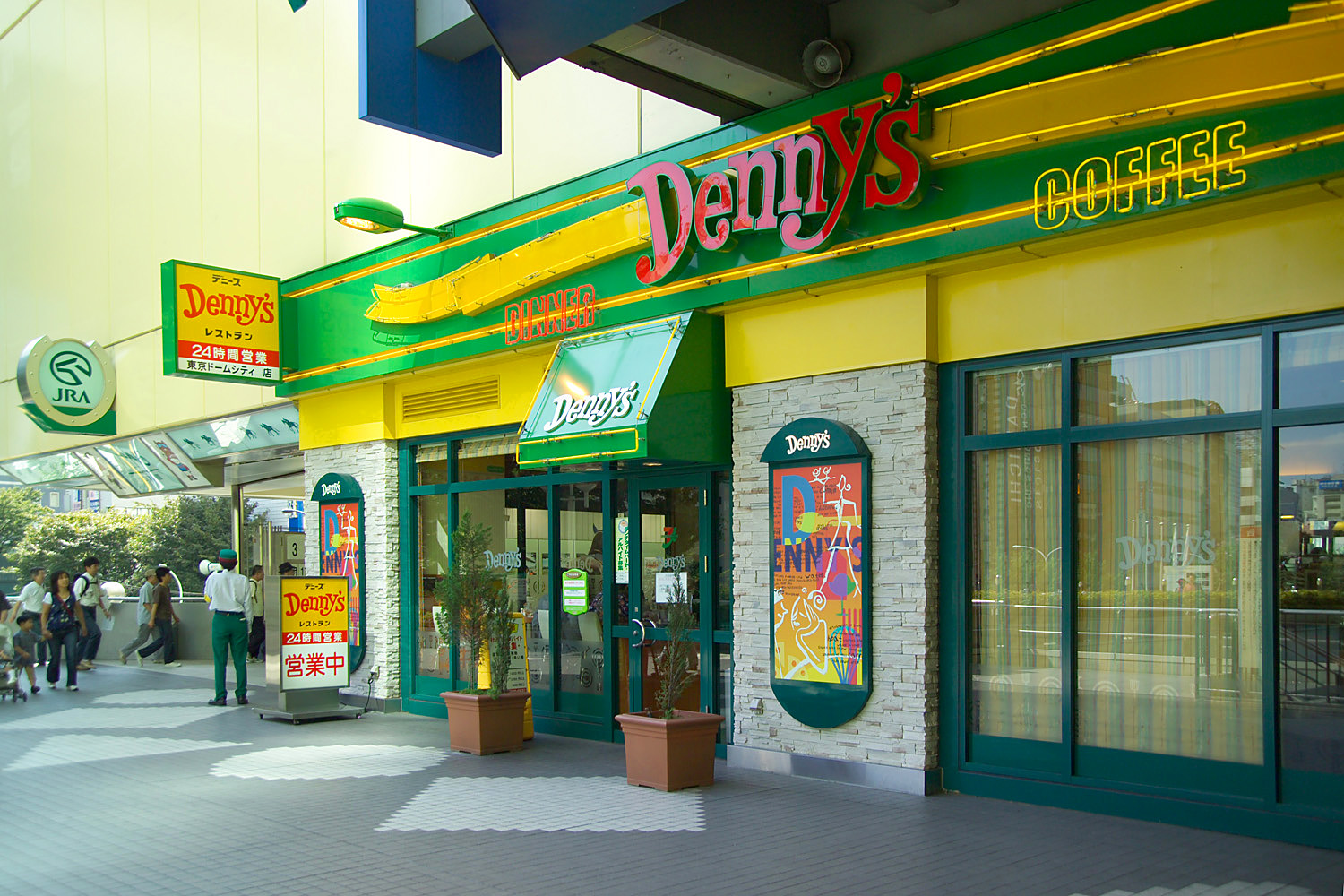
デニーズ 東京ドームシティ店(ビルイン型)

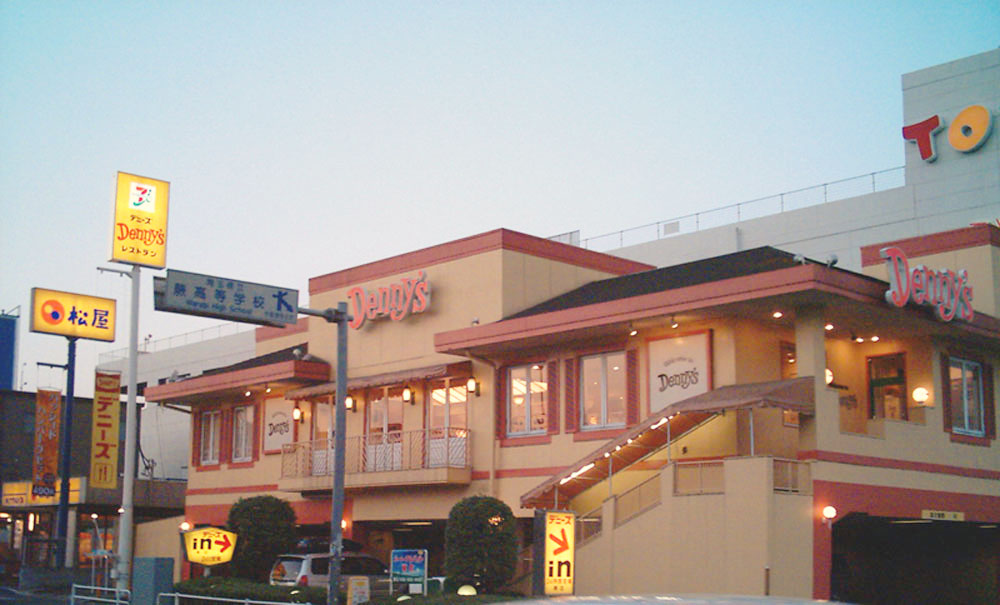
デニーズ 蕨店(ロードサイド型)

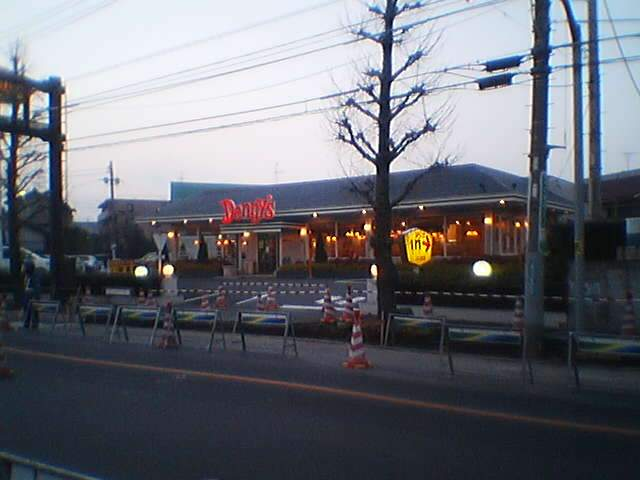
郊外型店舗では最多の型式であるLX－1型。画像は狛江店(2009年10月閉店)。

店舗の基本的な作り、ステーション構成は共通だが、時代と地域によって、ロードサイド平屋型、ビル・テナント・イン型、2階建て1階駐車場型、と多岐に及ぶ。
同社店舗では、来客時に「いらっしゃいませ!デニーズへようこそ!」との挨拶(これをデニーズ用語でグリーティングと言う)を行っているが、これはデニーズを選んだ客への感謝の気持ちを込めた言葉であると同時に、来店客があったことを他の従業員に連絡する手段である。

### メニュー

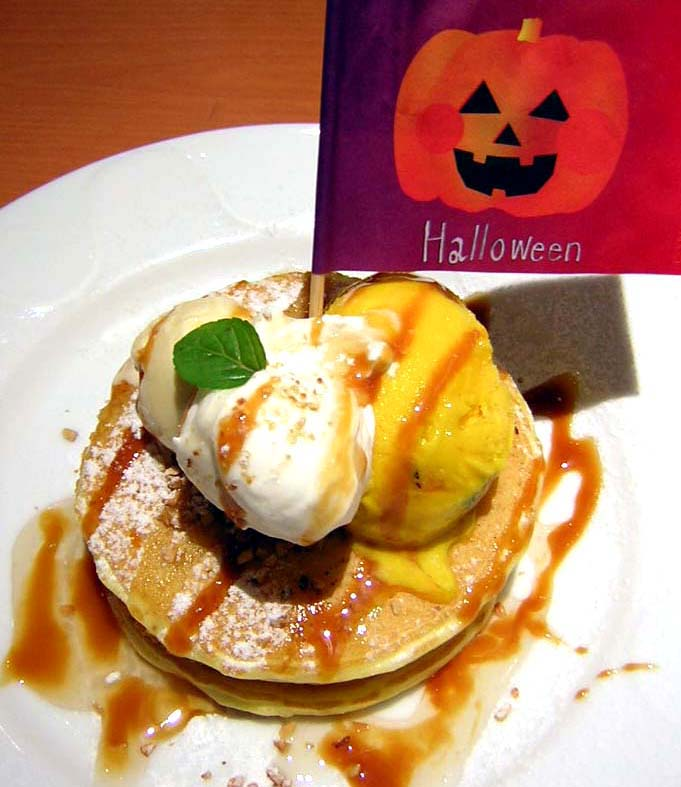
かぼちゃキャラメルパンケーキ（期間限定）2006年10月5日-10月31日

メニューについては、ほぼ1ヶ月ごとに期間限定メニューの改定を行っており、2ヶ月ほどで季節メニューが切り替わる仕組みになっている（たまに提供方法、セット価格、ドリンクの改定など）。
一部の店舗では限定商品が提供されている。

#### 卵料理
創業当時から1980年代後期までの代表的なメニューに、モーニングメニューとして「たまご2個お好みで」という、その名の通り卵2個を用いた料理がある。アルミのソテーパンを使ってふんわり焼き上げられたオムレツは、当時各テーブルにびん入りで置かれていたハインツの濃厚ケチャップが良く合うと云われていた。当初はゆで卵、目玉焼き、オムレツ、ポーチドエッグなど最大21種類のレシピの中から客の好みに応じて調理され、火の通し加減なども細かく注文可能であったが、こうしたオーダー形式は日本人の文化には馴染まなかったために徐々に選択肢が縮小されていき、最終的にはメニューそのものから消滅してしまった。現在注文可能な卵料理には、半熟風味のオムライスやモーニングメニューにあるデニーズモーニングがある。モーニングに関しては現在も焼き方の指定が豊富である。

### 休憩時間とその呼び名
実働4時間30分以上の勤務で30分の食事休憩を取れMと略す。これをエンプロイ、従食(じゅうしょく、従業員食事)と言う。9時間勤務の場合は、これに休憩15分(ブレイク、Bと略す)を2回、つまり8時間拘束1時間休憩となる。これを基本1勤務とする。

### スタッフの呼び名と役割業務
MIT (マネージャーイントレーニング)

### 略記
POSシステム導入前、注文の際、紙で注文していたが、これを略記(りゃっき)と言い、メニューの名前と厨房に料理依頼する名称が一部違っていた。例えば、和風ハンバーグは、バーガーオリエントなど。以下にその例を。

### 営業時間帯の呼び名(バブル期　24時間営業の場合)
グレイビー　AM0:00 - AM6:00
ミッド　　　AM2:00 - AM5:00
モーニング　AM6:00 - AM10:00
デー　　　　AM10:00 - PM17:00
ランチ　　　AM11:00 - PM15:00
スウィング　PM15:00 - PM18:00
イブニング  PM19:00 - PM22:00

### 決済
同社は一部店舗に、セブン銀行のATMを設置している。
レジでの支払いには、
- 現金
- nanaco（2007年12月中旬より）
- セブン＆アイ共通商品券
- IYグループ商品券（2005年11月30日をもって発行が停止されたが、それ以降も使用可能）
- ジェフグルメカード
- QUOカード
- クレジットカード会社のギフトカード
- クレジットカード
- バークレーバウチャーズ食事券
- QUICPay（2008年より順次導入）
- Suica（一部店舗）

の利用が可能である。

#### デニーズカード
デニーズカードは各店で使用可能な1,000円から10,000円までのプリペイドカードである。繰り返し使用可能なチャージシステムを採用しており、2009年5月31日までは店内での飲食代が5%割引になるという特典もあった。個人情報などの記入を一切することなく、店内レジにて無料で発行が可能であった（初回のみ、あらかじめ1,000円以上チャージしなければ発行できなかった）。2010年3月31日をもって取扱を終了した。

#### クレジットカード
ファミリーレストランチェーン最大手のすかいらーくグループが長年クレジットカード決済を導入していなかった一方で(現在は決済可能)、デニーズでは古くから各種クレジットカードが利用可能となっている。かつてイトーヨーカ堂と「IYグループカード（IYカードとは別）」発行で提携していたNICOSの国内専用カードは利用不可だが、コスモ石油のコスモ・ザ・カード<ハウス>（セディナCF発行のハウスカード）の利用が出来る。これは1990年代にコスモ石油がデニーズジャパンのフランチャイジーとなる業務提携を結んでおり、そのまま資本提携に繋がると期待された時代の名残である。なお、コスモ石油のデニーズ店舗はデニーズジャパン直営となった。さらにコスモ石油はイオングループと提携し、セルフガソリンスタンド内にミニストップ加盟店の出店や提携カードの発行をしている。

## 逸話

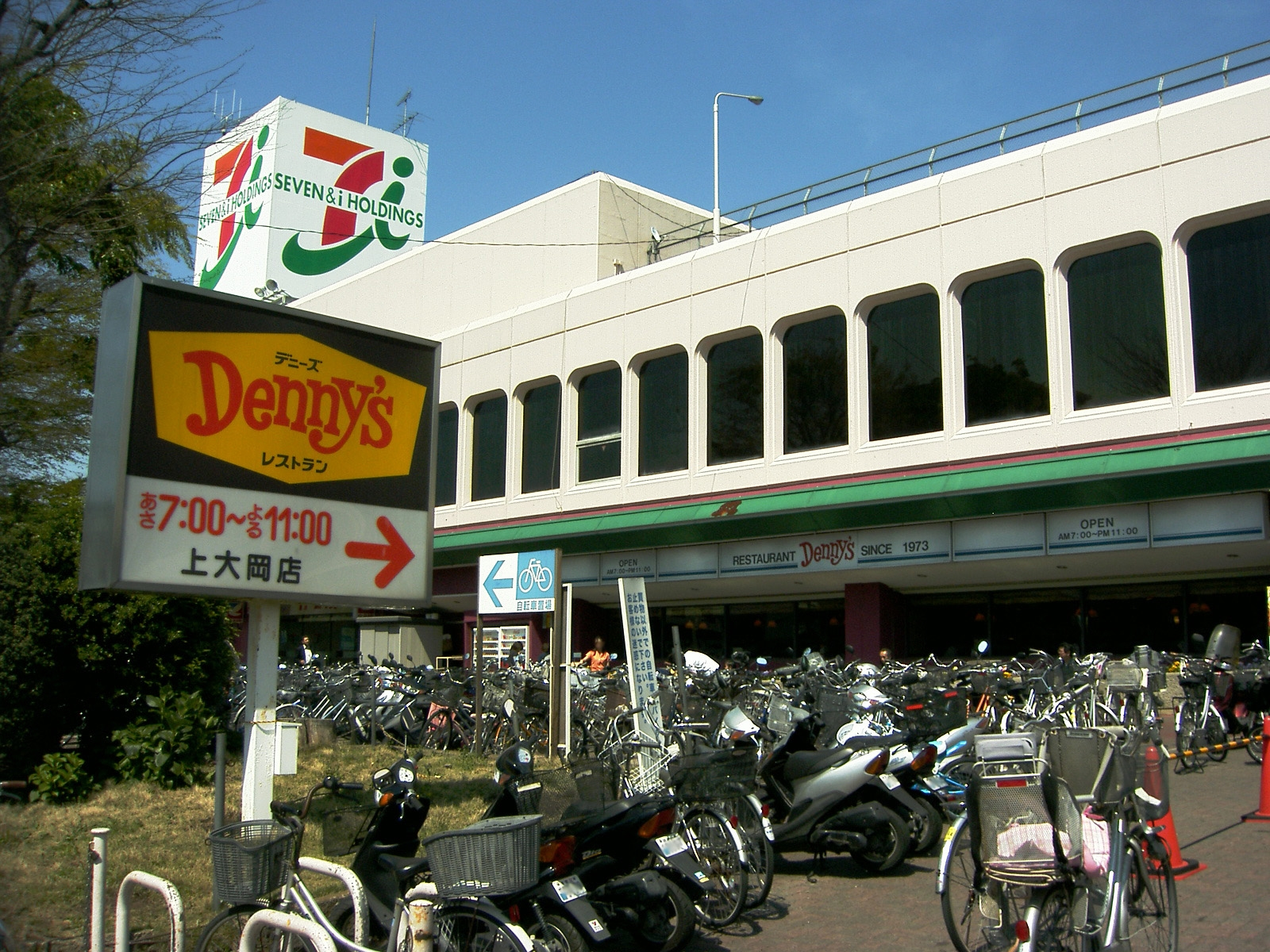
デニーズ上大岡店 （1号店）
2007年当時の外観。現在は建て替えられている。

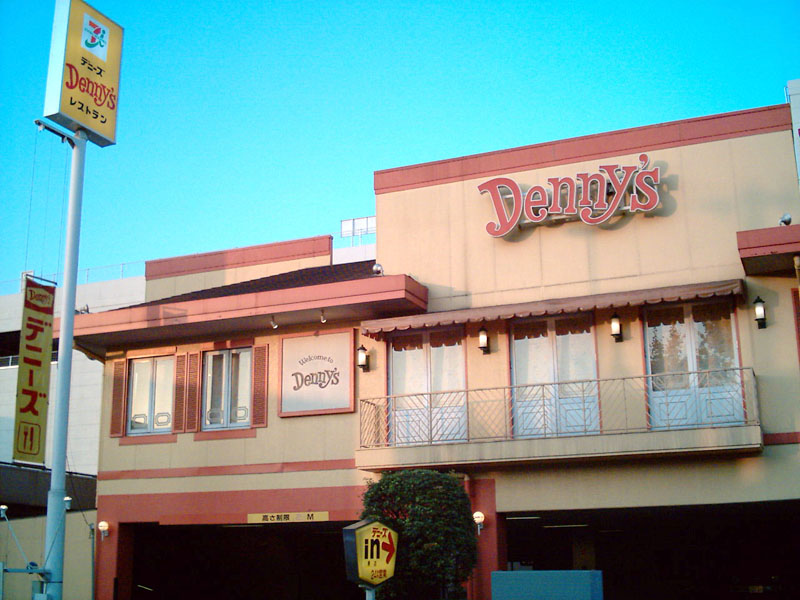
セブン&アイの看板変更店 （2006年）

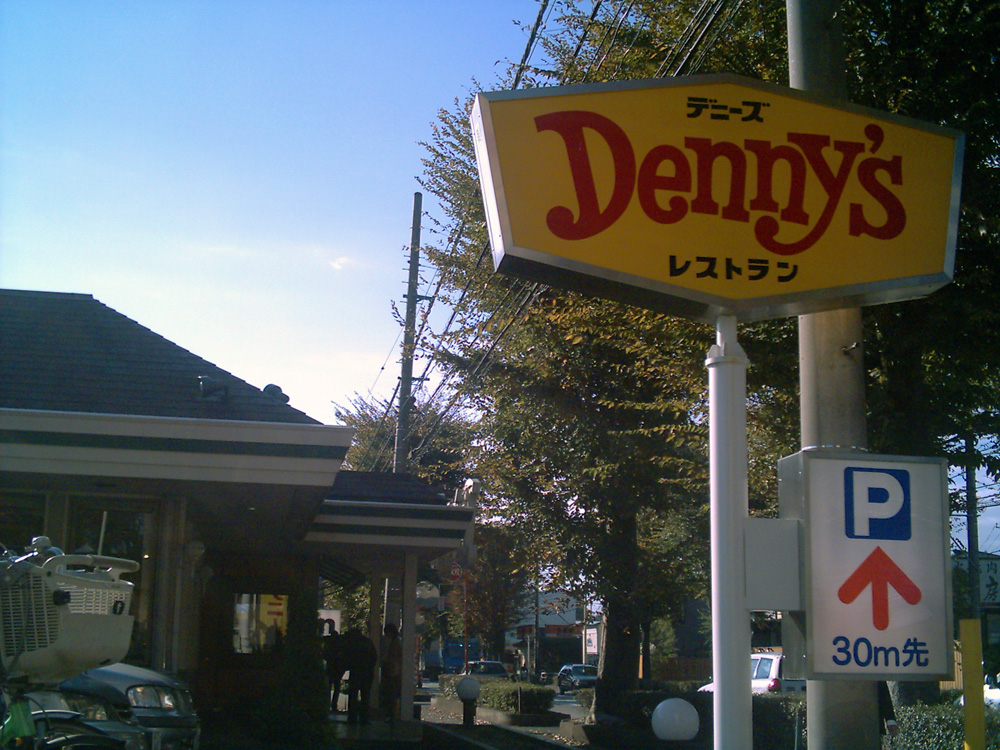
ロードサイド店舗 （2006年）

### 1号店
日本におけるデニーズ1号店である上大岡店は、イトーヨーカドー上大岡店（横浜市港南区）1階のビルイン型店舗として、他社のファミレスに先駆けて1974年4月27日にオープンした。アメリカのデニーズそのままのレシピ、調理器具、内装が持ち込まれる中でも、1号店で採用された調理場が見えるオープンカウンター方式は、日本のデニーズではその後、ほとんど採用されなかった。後年、上大岡店は社員教育などにも使われた。
入居するイトーヨーカドー上大岡店の閉店に伴い、2017年3月20日に閉店した。イトーヨーカドーは同地で建て替えの上、「イトーヨーカドー食品館上大岡店」として2019年4月12日に再開業しているが、デニーズは出店していない。

### デザート
1990年5月、同社のデザートメニュー「ティラミス」が雑誌『Hanako』で紹介され流行した。
1992年7月、「ナタ・デ・ココ」が女子高校生たちの口コミから人気となり、マスコミにも取り上げられ再びブームとなった。

### 看板
セブン&アイ・ホールディングス設立に伴い、デニーズジャパンの店先に設置されている看板が「7 & i」のシンボルマークを強調したデザインに変更されたが、この看板はセブン-イレブンの看板と間違えられることがあり、デニーズ目当ての顧客を看板が逆に遠ざけてしまうというマイナス効果も一部では指摘された。
こういったマイナス効果を踏まえ、翌2006年夏から「7 & i」を小さくし、その下に「Denny's」を強調した看板へと再度付け替えが行われた。さらに2006年後半からは「7 & i」の表記を下部に移し、旧看板の六角形型モチーフを上に大きくあしらったデザインに改められた。
そして2009年秋ごろを境として、複数の店舗において看板下に掲示されていたカタカナ表記の懸垂幕が外され、さらに一部店舗では以前の六角看板が復活している。
来客数が落ちている中、セブン&アイ・ホールディングスのシナジー効果を目に見える形で示そうと決断した看板デザインの変更であったが、これがかえって集客力を落とす遠因の一つとなってしまったのみならず、度重なる看板デザインの変更に伴う一時的なコストの増加が、同社内の一部では問題視されたともいわれている。

### その他
- 2010年5月に公式ウェブサイトに漫画『けいおん!』の登場人物にそっくりなイラストが掲載されていたが、同年7月20日、正式にコラボレートされる[15][16][17][18]。
- 2016年に『デニャーズ』というネコ3匹のキャラクターが登場している（赤毛の猫が『ぐぅ』、トラ模様の猫が『るぅ』、橙と白い模様の猫が『めぇ』とそれぞれに名前がついている）[19]。店舗内では、お子様メニューのメニュー表や容器のデザインなどで見ることができる。

## 年表
- 1973年5月 - 株式会社イトーヨーカ堂と、アメリカのデニーズ社が技術援助契約を結ぶ
- 1973年11月16日 - イトーヨーカ堂によって株式会社デニーズジャパンが設立される。初代社長伊藤雅俊。
- 1974年4月27日 - イトーヨーカドー上大岡店内にデニーズ1号店を出店する（上大岡店）。
- 1979年2月 - 50店舗達成（西国分寺店）。東海、北関東地区へ進出する。
- 1980年2月 - 100店舗達成（川崎菅生店）。
- 1981年 - 第2代社長に田村節男が就任。
- 1981年8月 - 本社を千代田区から港区芝公園へ移転する。
- 1982年11月 - 東京証券取引所二部に上場する。
- 1984年11月 - 技術援助契約解消。アメリカのデニーズ社から日本国内におけるデニーズ商標権を買い取る。
- 1984年7月 - 200店舗達成（横浜星川店）。
- 1986年8月 - 東証一部に株式が指定変更される。
- 1988年7月 - 300店舗達成（今池店）。
- 1988年11月 - POS（販売時点情報管理システム）を稼動させる。
- 1993年3月 - 400店舗達成（水戸城南店）。
- 1993年5月 - 第3代社長に小原芳春が就任。
- 1998年3月 - 500店舗達成、三重県に進出する。
- 2002年5月 - 第4代社長に浅間謙一が就任。
- 2005年8月 - 上場廃止となる。
- 2005年9月 - （株）デニーズジャパン、（株）イトーヨーカ堂、（株）セブン-イレブン・ジャパンが共同で、株式移転により持株会社株式会社セブン&アイ・ホールディングスを設立し、同社の完全子会社となる。
- 2007年1月 - セブン&アイホールディングスにより、グループの外食事業を統括する新会社株式会社セブン&アイ・フードシステムズが設立される。
- 2007年3月 - （株）デニーズジャパン、（株）ファミール、ヨーク物産（株）の3社がセブン&アイ・フードシステムズの完全子会社となる。
- 2007年5月 - 第5代社長に塙昭彦が就任。
- 2007年6月 - メニューを大幅改定、一杯限りのドリンクコースとお替り自由のコースを設定。
- 2007年9月1日 - デニーズ、ファミール、ヨーク物産3社をセブン&アイ・フードシステムズが吸収合併。
- 2013年4月27日 - 「カフェデニーズ」ブランドでアリオ仙台泉内に出店、宮城県に進出。

## 不祥事
2005年、デニーズ大井松田店で勤務していたアルバイト女性が同僚の男性らから侮辱発言を受けるなどとセクハラやいじめを受け、この女性は同年11月に病院で重度の鬱病と認定された。2007年2月にはデニーズジャパンと同僚の男性らに対し3000万円の損害賠償の民事訴訟を起こした。2007年5月17日には、小田原労働基準監督署より労働災害が認定されている。セクハラによる労災認定は珍しい例である。
2014年10月16日から始めたパンケーキ食べ放題企画に18日、19日の土日に客が殺到して店舗が多忙を極めた結果、2時間の間店舗にいて最初の1人前しかパンケーキを食べられない事例を始め食べ放題と呼ぶにふさわしい量のパンケーキを客が食べられない事例が複数報告された。パンケーキ自体も腹を満たすには10枚以上必要なほど小さく、焼き立てのはずが冷たくてパサパサ、シロップの量が少ない、などといったクレームも聞かれた。公式には「お客様にご迷惑をおかけした店舗が4、5店舗あったことを把握していまして、お客様のご批判を真摯に受け止め、本当に申し訳なかったと思っております」との謝罪が為された。